# Afrânio da Costa
Afrânio Antônio da Costa (* 14. März 1892 in Rio de Janeiro; † 26. Juni 1979 ebenda) war ein brasilianischer Sportschütze.

## Karriere
Afrânio da Costa nahm an den Olympischen Spielen 1920 in Antwerpen, bei denen er während der Eröffnungsfeier als Fahnenträger der brasilianischen Delegation fungierte, in zwei Disziplinen teil. Mit der Freien Pistole belegte er in der Einzelkonkurrenz über 50 m mit 489 Punkten den zweiten Platz hinter Karl Frederick, der 496 Punkte erzielt hatte, und sicherte sich somit die Silbermedaille. Er war damit der erste Medaillengewinner in der olympischen Geschichte Brasiliens. Im Mannschaftswettbewerb gewann er gemeinsam mit Dario Barbosa, Guilherme Parãense, Fernando Soledade und Sebastião Wolf mit 2264 Punkten hinter der US-amerikanischen und der schwedischen Mannschaft die Bronzemedaille. Auf nationaler Ebene gewann er zahlreiche Titel.
Da Costa war Jurist und sowohl Richter am Tribunal Federal de Recursos als auch am Supremo Tribunal Federal. Er war Mitgründer und später auch Präsident des brasilianischen Schützenbundes und außerdem auch im Fußballbereich aktiv. So war er zeitweise Präsident von Fluminense Rio de Janeiro. Bei der Fußball-Weltmeisterschaft 1930 führte er die brasilianische Delegation an.